# Autocrine

Schématisation d'une communication autocrine.

En biologie cellulaire, la communication autocrine est un mode de signalisation cellulaire impliquant des messagers chimiques — hormones, cytokines — qui agissent sur la cellule même qui les a synthétisés à travers des récepteurs de la membrane cellulaire. Ceci distingue la communication autocrine d'autres formes de communication cellulaire dites juxtacrines, paracrines, endocrines, intracrines et exocrine.
Il s'agit d'un mode d'expression dans le cadre des épithéliums glandulaires, important durant le développement et dans la cancérogenèse.